# Nekrolog 1. Quartal 1924
Nekrolog
◄◄
| ◄
| 1920
| 1921
| 1922
| 1923
| 1924 | 1925 | 1926 | 1927 | 1928 | ► | ►►
1. Quartal |
2. Quartal |
3. Quartal |
4. Quartal 1924
Weitere Ereignisse | Allgemeiner Nekrolog 1924
Die Beschreibung der verstorbenen Person sollte so kurz wie möglich gehalten sein und nur deren signifikante Tätigkeit(en) enthalten.
Neue Namen ggf. auch unter dem Geburts- und Sterbedatum, also etwa unter 1. Januar und im Geburts- und Sterbejahr (2024) eintragen (nur bei entsprechender großer Wichtigkeit). Für Beispiele siehe die schon vorhandenen Artikel.
Außerdem über die fünf zuletzt Verstorbenen, zu denen es einen ausreichend guten Artikel für eine Präsentation auf der Hauptseite gibt, nach der todesbedingten Überarbeitung der Artikel ggf. auch unter Wikipedia Diskussion:Hauptseite informieren und sie am besten auch in den anderen Wikipedia-Sprachversionen eintragen. Tipp: Regelmäßig bei news.google.de nach „ist tot“, „gestorben“ oder „verstorben“ suchen.
Wenn eine Person gestorben ist, gibt es viele Seiten zu dieser Person in der Wikipedia, die davon auch betroffen sind und entsprechend aktualisiert werden müssen. Beispiele: Namenübersichtsseite, Geburtsjahr, Geburtsort-Seiten und viele mehr.
Wie finde ich die betroffenen Seiten?
Im Suchfeld auf der linken Seite gibt man den Suchbegriff so ein: „Vorname Nachname“. Dann klickt man auf Volltext und alle Seiten mit entsprechendem Suchtext werden aufgerufen. Hier sieht man dann schnell, wo auch das Todesjahr Sinn macht oder sogar ein Teil des Artikels angepasst werden muss. Auch hilft das „Werkzeug“ auf der linken Seite sehr gut, um solche Seiten aufzufinden: „Links auf diese Seite“. Somit ist die Wikipedia wieder aktuell in allen Bereichen! Hinweis: bei Eintragung der Kategorie „Gestorben JAHR“ wird der Missbrauchsfilter 49 ausgelöst, was jedoch nicht schlimm ist. Siehe: Spezial:Missbrauchsfilter/49
Dies ist eine Liste von im ersten Quartal 1924 verstorbenen bekannten Persönlichkeiten. Die Einträge erfolgen innerhalb der einzelnen Daten alphabetisch sortiert. Tiere sind im Nekrolog für Tiere zu finden.

## Januar
| Tag        | Name                                    | Beruf, bekannt als                                                                                              | Alter | Beleg |
| ---------- | --------------------------------------- | --- | ----- | ----- |
| 1. Januar  | Georg Kallmorgen                        | deutscher Architekt, Bausenator                                                                                 | 41    |       |
| 1. Januar  | Billy Miske                             | US-amerikanischer Boxer                                                                                         | 29    |       |
| 2. Januar  | Sabine Baring-Gould                     | viktorianischer englischer Priester                                                                             | 89    |       |
| 2. Januar  | Louis-Philippe Brodeur                  | kanadischer Politiker und Richter, Vizegouverneur von Québec                                                    | 61    |       |
| 2. Januar  | Hermann Junge                           | deutscher Gewerkschafter und Politiker (SPD), MdBB                                                              | 82    |       |
| 2. Januar  | Charles Paul Renouard                   | französischer Grafiker, Lithograf und Kunstmaler                                                                | 78    |       |
| 2. Januar  | Nathan B. Scott                         | US-amerikanischer Politiker (Republikanische Partei)                                                            | 81    |       |
| 3. Januar  | Ernest Babelon                          | französischer Numismatiker und Althistoriker                                                                    | 69    |       |
| 3. Januar  | Felipe Carrillo                         | mexikanischer Revolutionär und Politiker                                                                        | 49    |       |
| 3. Januar  | Arnold Diestel                          | Hamburger Senator und Bürgermeister                                                                             | 66    |       |
| 3. Januar  | Johann Friedrich Kretzschmar            | höherer sächsischer Staatsbeamter                                                                               | 78    |       |
| 3. Januar  | Julius Kwizda von Hochstern             | österreichischer Apotheker und Unternehmer                                                                      | 66    |       |
| 3. Januar  | Jiří Wolker                             | tschechischer Dichter                                                                                           | 23    |       |
| 4. Januar  | Otto Nikolai von Freymann               | russischer Generalmajor und Gymnasiallehrer                                                                     | 74    |       |
| 4. Januar  | Alfred Grünfeld                         | österreichischer Pianist, Komponist und Musikpädagoge                                                           | 71    |       |
| 4. Januar  | Josef Hager                             | österreichischer Bauer und Politiker, Landtagsabgeordneter                                                      | 50    |       |
| 4. Januar  | Hartog Jakob Hamburger                  | niederländischer Physiologe                                                                                     | 64    |       |
| 4. Januar  | Victor Valois                           | deutscher Vizeadmiral                                                                                           | 82    |       |
| 5. Januar  | Kerstin Cardon                          | schwedische Malerin                                                                                             | 80    |       |
| 5. Januar  | Robert Marshall                         | schottischer Fußballspieler                                                                                     | 59    |       |
| 5. Januar  | Leo Reiffenstein                        | österreichischer Historien- und Porträtmaler                                                                    | 67    |       |
| 5. Januar  | Thomas Spight                           | US-amerikanischer Politiker                                                                                     | 82    |       |
| 5. Januar  | Wilhelm Steinhausen                     | deutscher Maler und Lithograf                                                                                   | 77    |       |
| 5. Januar  | Hans von Zois                           | österreichischer Komponist                                                                                      | 62    |       |
| 6. Januar  | Leopold Hruza                           | österreichischer Politiker                                                                                      | 71    |       |
| 6. Januar  | Albert Thierfelder                      | deutscher Musiker, Hochschullehrer und Universitätsmusikdirektor                                                | 77    |       |
| 6. Januar  | Sophie von Waldburg-Syrgenstein         | deutsche Lyrikerin                                                                                              | 66    |       |
| 7. Januar  | Johannes Frischauf                      | österreichischer Mathematiker, Physiker, Astronom, Geodät und Alpinist                                          | 86    |       |
| 8. Januar  | Paul Eduard Freygang                    | deutscher Architekt und kommunaler Baubeamter                                                                   | 60    |       |
| 8. Januar  | Arthur von Kirchenheim                  | deutscher Straf- und Staatsrechtler                                                                             | 68    |       |
| 8. Januar  | Marie von Olfers                        | Schriftstellerin, Illustratorin                                                                                 | 97    |       |
| 9. Januar  | Basil Lanneau Gildersleeve              | amerikanischer Klassischer Philologe                                                                            | 92    |       |
| 9. Januar  | Franz Josef Heinz                       | deutscher Separatist                                                                                            | 39    |       |
| 9. Januar  | Franz Hellinger                         | deutscher politischer Aktivist                                                                                  | 22    |       |
| 9. Januar  | Friedrich Klimke                        | deutsch-polnischer Philosoph                                                                                    | 45    |       |
| 9. Januar  | Artur Odescalchi                        | ungarischer Adliger, Politiker und Historiker                                                                   | 87    |       |
| 9. Januar  | Ferdinand Wiesmann                      | deutscher politischer Aktivist                                                                                  | 27    |       |
| 11. Januar | Wilhelm von Becker                      | deutscher Politiker                                                                                             | 88    |       |
| 11. Januar | Felix Lensing                           | deutscher Politiker (Zentrum), MdR                                                                              | 64    |       |
| 12. Januar | William V. Allen                        | US-amerikanischer Politiker                                                                                     | 76    |       |
| 12. Januar | Max von Ratibor und Corvey              | deutscher Diplomat                                                                                              | 67    |       |
| 12. Januar | Albert von Waldthausen                  | deutscher Privatbankier                                                                                         | 89    |       |
| 13. Januar | Israel Isidor Eljaschoff                | jiddischer litauischer Schriftsteller und Journalist                                                            | 50    |       |
| 13. Januar | Georg Hermann Quincke                   | deutscher Physiker                                                                                              | 89    |       |
| 13. Januar | Ernst Schweninger                       | deutscher Mediziner und Medizinhistoriker, Leibarzt von Bismarck                                                | 73    |       |
| 13. Januar | Richard Westernacher                    | Landtagsabgeordneter Großherzogtum Hessen                                                                       | 77    |       |
| 13. Januar | Fred Wheldon                            | englischer Sportler                                                                                             | 54    |       |
| 14. Januar | Herman Georges Berger                   | französischer Fechter                                                                                           | 48    |       |
| 14. Januar | Arne Garborg                            | norwegischer Dichter und Schriftsteller, der das Nynorsk propagierte                                            | 72    |       |
| 14. Januar | Otto Gastell                            | Landtagsabgeordneter Großherzogtum Hessen                                                                       | 68    |       |
| 14. Januar | Luther Emmett Holt                      | US-amerikanischer Kinderarzt                                                                                    | 68    |       |
| 14. Januar | Howard Robard Hughes Sr.                | US-amerikanischer Geschäftsmann                                                                                 | 54    |       |
| 14. Januar | Alfred von Kaulla                       | deutscher Bankier und Industrieller                                                                             | 71    |       |
| 14. Januar | Ernest Mérimée                          | französischer Romanist, Hispanist und Literaturwissenschaftler                                                  | 77    |       |
| 14. Januar | Géza Zichy                              | ungarischer Pianist und Komponist                                                                               | 74    |       |
| 15. Januar | Fritz Schrödter                         | deutscher Operetten- und Opernsänger (Tenor)                                                                    | 68    |       |
| 16. Januar | Adolf Ritter                            | deutscher Handwerker und Politiker (SPD)                                                                        | 52    |       |
| 16. Januar | Teofila Romanowytsch                    | ukrainische Dramatikerin und Schauspielerin                                                                     | 81    |       |
| 16. Januar | Heinrich Sievers                        | deutscher Kaufmann und Politiker                                                                                | 67    |       |
| 16. Januar | Carl Zaar                               | deutscher Architekt                                                                                             | 74    |       |
| 17. Januar | François Borel                          | Schweizer Ingenieur                                                                                             | 81    |       |
| 17. Januar | Pierre Joseph Dubois                    | französischer General                                                                                           | 71    |       |
| 19. Januar | Emil Adam                               | deutscher Maler                                                                                                 | 80    |       |
| 19. Januar | Francis Chaponnière                     | Schweizer evangelischer Theologe und Hochschullehrer                                                            | 81    |       |
| 19. Januar | Gottfried Hoberg                        | katholischer Theologe, Philologe, Priester und Hochschullehrer                                                  | 66    |       |
| 19. Januar | Montgomery M. Macomb                    | US-amerikanischer Offizier, Brigadegeneral der US Army                                                          | 71    |       |
| 19. Januar | Manuel Magallanes Moure                 | chilenischer Schriftsteller, Literaturkritiker und Maler                                                        | 45    |       |
| 19. Januar | Frances Mary Parker                     | neuseeländisch-britische Suffragette und Kämpferin für das Frauenwahlrecht in Großbritannien                    | 48    |       |
| 20. Januar | Karl Friedrich Adler                    | österreichischer Rechtswissenschaftler                                                                          | 58    |       |
| 20. Januar | Franz Dibelius                          | deutscher evangelischer Theologe                                                                                | 77    |       |
| 20. Januar | Jay Hambidge                            | US-amerikanischer Maler und Kunsthistoriker                                                                     | 57    |       |
| 21. Januar | Lee Christmas                           | US-amerikanischer Söldner                                                                                       | 60    |       |
| 21. Januar | Hermann Lechner                         | deutscher Maler und Radierer                                                                                    | 44    |       |
| 21. Januar | Wladimir Iljitsch Lenin                 | russischer kommunistischer Politiker, Kopf der Oktoberrevolution und Begründer der Sowjetunion                  | 53    |       |
| 21. Januar | Adelbert Matthaei                       | deutscher Kunsthistoriker und Präsident des Volkstages in der Freien Stadt Danzig (1921)                        | 64    |       |
| 21. Januar | Conrad von Schubert                     | preußischer Generalleutnant, Weingutsbesitzer und Politiker, MdR                                                | 76    |       |
| 21. Januar | Nikolaus Tietjen                        | deutscher Bürgermeister                                                                                         | 50    |       |
| 22. Januar | Oscar Beck                              | deutscher Verleger                                                                                              | 73    |       |
| 22. Januar | Celso Golmayo Torriente                 | kubanisch-spanischer Schachspieler                                                                              |       |       |
| 23. Januar | Wiley E. Jones                          | US-amerikanischer Jurist und Politiker (Demokratische Partei)                                                   | 67    |       |
| 23. Januar | James Wilson Morrice                    | kanadischer Maler                                                                                               | 58    |       |
| 24. Januar | Hermann Dietler                         | Schweizer Politiker (FDP)                                                                                       | 84    |       |
| 24. Januar | Clarence Larkin                         | US-amerikanischer Baptistenpastor und Bibellehrer                                                               | 73    |       |
| 24. Januar | Maria-Adelheid                          | Großherzogin von Luxemburg (1912–1919)                                                                          | 29    |       |
| 24. Januar | Peter Paul Pfausler                     | österreichischer Psychiater und Landwirtschaftsfachmann                                                         | 52    |       |
| 24. Januar | Thomas M. Waller                        | US-amerikanischer Politiker                                                                                     | 84    |       |
| 25. Januar | Emil Elsässer                           | Schweizer Politiker und Unternehmer                                                                             | 77    |       |
| 25. Januar | Heinz Schifferdecker                    | deutscher Maler                                                                                                 | 34    |       |
| 27. Januar | Gustav von Bechtolsheim                 | deutscher Maler                                                                                                 | 81    |       |
| 27. Januar | Theodor Felber                          | Schweizer Forstwissenschaftler                                                                                  | 74    |       |
| 27. Januar | Hasegawa Yoshimichi                     | General der kaiserlich japanischen Armee                                                                        | 73    |       |
| 27. Januar | Bernhard Schnackenburg                  | deutscher Kommunalpolitiker, Oberbürgermeister der preußischen Stadt Altona (1909–1924), Oberpräsident in We... | 56    |       |
| 28. Januar | Teófilo Braga                           | portugiesischer Literat und Staatsmann                                                                          | 80    |       |
| 28. Januar | Friedrich Kuhlbars                      | estnischer Lyriker                                                                                              | 82    |       |
| 28. Januar | Franz Friedrich Leitschuh               | deutscher Kunsthistoriker                                                                                       | 58    |       |
| 29. Januar | Robert Hackelöer-Köbbinghoff            | deutscher Versicherungsmanager                                                                                  | 52    |       |
| 29. Januar | Jacobus Johannes Hartman                | niederländischer Altphilologe                                                                                   | 72    |       |
| 29. Januar | Vinzenz Malik                           | österreichischer Politiker (DnP), Abgeordneter zum Nationalrat                                                  | 69    |       |
| 29. Januar | Frank Owens Smith                       | US-amerikanischer Politiker                                                                                     | 64    |       |
| 30. Januar | Ferdinand d’Orléans, duc de Montpensier | Mitglied aus dem Hause Orléans-Bourbon                                                                          | 39    |       |
| 30. Januar | Léon Rom                                | belgischer Vizegouverneur des Kongo-Freistaats                                                                  | 63    |       |
| 30. Januar | Rudolf Thiel                            | deutscher Kaufmann, Fabrikant und Mitglied der Lübecker Bürgerschaft                                            | 75    |       |
| 30. Januar | Paul Wilhelm Tübbecke                   | deutscher Maler                                                                                                 | 75    |       |
| 31. Januar | Curt von Bardeleben                     | deutscher Schachspieler                                                                                         | 62    |       |
| 31. Januar | Ludwig Barnay                           | Schauspieler und Intendant                                                                                      | 81    |       |
| 31. Januar | Alfred von Haugwitz                     | preußischer General der Infanterie                                                                              | 69    |       |
| 31. Januar | Karl von Schönstedt                     | preußischer Justizminister                                                                                      | 91    |       |
| 31. Januar | Franz Siller                            | österreichischer Pionier der Wiener Kleingartenbewegung                                                         | 30    |       |
|            | Johannes Heinsius                       | deutscher Architekt und Baumeister                                                                              |       |       |

## Februar
| Tag         | Name                                 | Beruf, bekannt als                                                                               | Alter | Beleg |
| ----------- | ------------------------------------ | ------------------------------------------------------------------------------------------------ | ----- | ----- |
| 1. Februar  | Edith Baird                          | englische Schachkomponistin                                                                      | 64    |       |
| 1. Februar  | Reinhold Becker                      | deutscher Unternehmer und Manager                                                                | 57    |       |
| 1. Februar  | Norton P. Chipman                    | US-amerikanischer Politiker                                                                      | 89    |       |
| 1. Februar  | Hans von Flatow                      | preußischer General der Infanterie und Direktor der Kriegsakademie                               | 71    |       |
| 1. Februar  | Maurice Prendergast                  | US-amerikanischer Wasserfarben-Maler des Post-Impressionismus                                    | 65    |       |
| 1. Februar  | Max Sannemann                        | deutscher Komponist und Musikpädagoge                                                            | 56    |       |
| 2. Februar  | Albert Brinckmann                    | deutscher Kunsthistoriker                                                                        | 46    |       |
| 2. Februar  | Lucien Gautier                       | Schweizer evangelischer Theologe und Hochschullehrer                                             | 73    |       |
| 2. Februar  | Julie de Graag                       | niederländische Malerin und Grafikerin                                                           | 46    |       |
| 2. Februar  | Wilhelm Klein                        | österreichischer Klassischer Archäologe                                                          | 73    |       |
| 2. Februar  | Marija Kriwopolenowa                 | russische bzw. sowjetische Erzählerin und Bylina-Sängerin                                        | 80    |       |
| 3. Februar  | Julius Derschatta von Standhalt      | österreichischer Rechtsanwalt und Politiker                                                      | 71    |       |
| 3. Februar  | Richard Robert                       | österreichischer Pianist, Komponist, Musikkritiker und Musikpädagoge                             | 62    |       |
| 3. Februar  | Woodrow Wilson                       | US-amerikanischer Politiker, Präsident der Vereinigten Staaten (1913–1921)                       | 67    |       |
| 4. Februar  | Georg Bender                         | deutscher Kommunalpolitiker und langjähriger Oberbürgermeister der Stadt Breslau                 | 75    |       |
| 4. Februar  | Friedrich Paul Fikentscher           | deutscher Kaufmann, Unternehmer, Handelsrichter und Stadtverordneter in Zwickau                  | 62    |       |
| 5. Februar  | Joseph Maull Carey                   | US-amerikanischer Jurist und Politiker                                                           | 79    |       |
| 5. Februar  | Alexis Hollaender                    | deutscher Pianist und Musikpädagoge                                                              | 83    |       |
| 5. Februar  | Franz Krüger                         | deutscher Gewerkschafter und Politiker (SPD)                                                     | 37    |       |
| 6. Februar  | Ignaz Böttrich                       | deutscher Richter am Reichsgericht des Deutschen Kaiserreiches in Leipzig                        | 88    |       |
| 6. Februar  | Ludwig Graff de Pancsova             | ungarisch-österreichischer Zoologe und Anthropologe                                              | 73    |       |
| 6. Februar  | Hermann Otte                         | Bankdirektor und Mitglied der Bürgerschaft                                                       | 82    |       |
| 6. Februar  | Edmund Schmidt                       | deutscher Unternehmer und Politiker (DNVP), MdR                                                  | 78    |       |
| 6. Februar  | Friedrich Tröltsch                   | bayerischer Fabrikant, Feuerwehrkommandant und Politiker                                         | 85    |       |
| 7. Februar  | Charles Behm                         | luxemburgischer Turner                                                                           | 41    |       |
| 7. Februar  | Konrad Klose                         | deutscher Pfarrer und schlesischer Lokalhistoriker                                               | 57    |       |
| 7. Februar  | Felix von Luschan                    | Arzt, Anthropologe, Forschungsreisender, Archäologe und Ethnograph                               | 69    |       |
| 8. Februar  | Sarah Benett                         | englisch-britische Sozialreformerin und Suffragette                                              |       |       |
| 8. Februar  | Johann Knauth                        | deutscher Architekt                                                                              | 59    |       |
| 8. Februar  | Friedrich Preisigke                  | deutscher Papyrologe                                                                             | 67    |       |
| 8. Februar  | Henry B. Quinby                      | US-amerikanischer Politiker und Gouverneur von New Hampshire                                     | 77    |       |
| 8. Februar  | Ferdinand Wilhelm Emil Roth          | deutscher Historiker                                                                             | 70    |       |
| 9. Februar  | Hans Höfer von Heimhalt              | österreichischer Montangeologe                                                                   | 80    |       |
| 10. Februar | Marie Gernet                         | deutsche Mathematikerin                                                                          | 58    |       |
| 11. Februar | Dmitri Nikiforowitsch Kaigorodow     | russischer Forstwissenschaftler                                                                  | 77    |       |
| 11. Februar | Jacques Loeb                         | deutsch-US-amerikanischer Biologe                                                                | 64    |       |
| 11. Februar | Jean-François Raffaëlli              | französischer Maler, Bildhauer, Drucker, Schauspieler und Autor                                  | 73    |       |
| 11. Februar | Aleksander von der Bellen            | liberaler russischer Politiker und Adeliger                                                      | 64    |       |
| 12. Februar | Olha Bassarab                        | ukrainische Aktivistin                                                                           | 34    |       |
| 12. Februar | Boris Wassiljewitsch Eduards         | russischer Bildhauer                                                                             | 63    |       |
| 12. Februar | Heinrich Ulrich                      | deutscher Glockengießer                                                                          | 47    |       |
| 13. Februar | Frits van Tuyll van Serooskerken     | niederländischer Sportfunktionär                                                                 | 72    |       |
| 13. Februar | Karl Zeiss                           | deutscher Dramaturg und Intendant                                                                | 52    |       |
| 14. Februar | Ludwig Hörmann von Hörbach           | österreichischer Bibliothekar und Volkskundler                                                   | 86    |       |
| 14. Februar | Johann Maria Reiter                  | österreichischer Franziskanerpater sowie Architekt und Maler                                     | 72    |       |
| 15. Februar | Ernst von Heydebrand und der Lasa    | deutscher Politiker, MdR und Führer der Deutschkonservativen Partei                              | 73    |       |
| 15. Februar | Peter J. Somers                      | US-amerikanischer Politiker                                                                      | 73    |       |
| 16. Februar | Auguste Boué de Lapeyrère            | französischer Konteradmiral und Marineminister                                                   | 72    |       |
| 16. Februar | Jean Nicod                           | französischer Philosoph und Logiker                                                              |       |       |
| 16. Februar | Wilhelm Schmidt                      | deutscher Ingenieur und Erfinder                                                                 | 65    |       |
| 17. Februar | Charles Herbert                      | britischer Sportler, Sportfunktionär, Gründungsmitglied des Internationalen Olympischen Komitees | 78    |       |
| 17. Februar | Heinrich von Heydebrand und der Lasa | deutscher Gutsbesitzer und Politiker                                                             | 62    |       |
| 17. Februar | Hugo von Marck                       | deutscher Jurist und Versicherungsfachmann                                                       | 73    |       |
| 17. Februar | Oskar Merikanto                      | finnischer Komponist                                                                             | 55    |       |
| 18. Februar | Wilhelm Brennecke                    | deutscher Ozeanograf und Polarforscher                                                           | 48    |       |
| 18. Februar | Jakob Bosshart                       | Schweizer Schriftsteller                                                                         | 61    |       |
| 18. Februar | Victor Capoul                        | französischer Opernsänger, Librettist, Gesanglehrer und Regisseur                                | 84    |       |
| 18. Februar | Arkadi Wladimirowitsch Tyrkow        | russischer Adliger                                                                               | 65    |       |
| 19. Februar | Adolf Fremd                          | deutscher Bildhauer                                                                              | 70    |       |
| 19. Februar | Maximilian Heinemann                 | deutscher Reichsgerichtsrat und Reichsanwalt                                                     | 83    |       |
| 19. Februar | Edmond Picard                        | belgischer Jurist und Schriftsteller                                                             | 87    |       |
| 19. Februar | Jerônimo Tomé da Silva               | brasilianischer Geistlicher, römisch-katholischer Erzbischof von São Salvador da Bahia           | 74    |       |
| 20. Februar | Albert Betts                         | britischer Turner                                                                                | 36    |       |
| 20. Februar | Frank Campbell                       | US-amerikanischer Bankier und Politiker                                                          | 65    |       |
| 20. Februar | August Robert Seraphim               | deutsch-baltischer Historiker                                                                    | 60    |       |
| 21. Februar | Salvatore Auteri-Manzocchi           | italienischer Opernkomponist                                                                     | 78    |       |
| 21. Februar | Louis Douzette                       | deutscher Maler                                                                                  | 89    |       |
| 21. Februar | H. Garland Dupré                     | US-amerikanischer Politiker                                                                      | 50    |       |
| 21. Februar | Theodore Thurston Geer               | US-amerikanischer Politiker                                                                      | 72    |       |
| 22. Februar | Oakley C. Curtis                     | US-amerikanischer Politiker                                                                      | 58    |       |
| 22. Februar | Mary Elizabeth Dawson                | neuseeländische Landwirtin, Krankenschwester und naturverbundene Frau                            | 90    |       |
| 22. Februar | Friedrich Freund                     | deutscher Staatssekretär im preußischen Innenministerium                                         | 62    |       |
| 22. Februar | Corneille Max                        | deutscher Bildnis- und Landschaftsmaler sowie Radierer                                           | 48    |       |
| 22. Februar | André Vacherot                       | französischer Tennisspieler                                                                      | 46    |       |
| 23. Februar | Antonio Pasculli                     | italienischer Oboist und Komponist                                                               | 81    |       |
| 23. Februar | Karel Vaněk                          | sozialdemokratischer tschechoslowakischer Politiker                                              | 58    |       |
| 24. Februar | Felix von Königsdorff                | deutscher Verwaltungsbeamter, Gutsbesitzer und Politiker                                         | 88    |       |
| 24. Februar | James Luther Slayden                 | US-amerikanischer Politiker                                                                      | 70    |       |
| 25. Februar | Gustav Roesicke                      | deutscher Politiker (DNVP), MdR                                                                  | 67    |       |
| 25. Februar | Rudolf Schubert                      | deutscher Althistoriker                                                                          | 79    |       |
| 26. Februar | George Randolph Chester              | US-amerikanischer Schriftsteller, Drehbuchautor, Filmregisseur und -produzent                    | 55    |       |
| 26. Februar | Isabella von Bayern                  | Tochter von Prinz Adalbert Wilhelm von Bayern und Amalia de Bourbón                              | 60    |       |
| 26. Februar | Eugen Zabel                          | deutscher Schriftsteller und Journalist                                                          | 72    |       |
| 27. Februar | Ole Dehli                            | norwegischer Jurist und Politiker                                                                | 72    |       |
| 27. Februar | Hans Groß                            | deutscher Luftschiffkonstrukteur und Ballonfahrer                                                | 63    |       |
| 27. Februar | Ludwig Hopf                          | deutscher Mediziner und Autor medizinischer und anthropologischer Märchen                        | 85    |       |
| 27. Februar | Ernest W. Roberts                    | US-amerikanischer Politiker                                                                      | 65    |       |
| 28. Februar | António Francisco da Costa           | portugiesischer Offizier und Kolonialverwalter                                                   |       |       |
| 28. Februar | Michael Schoiswohl                   | österreichischer Politiker (CS), Landtagsabgeordneter, Abgeordneter zum Nationalrat              | 65    |       |
| 28. Februar | Otto Taaks                           | deutscher Bauingenieur und Architekt                                                             | 74    |       |
| 29. Februar | Eugène Bonhôte                       | Neuenburger Politiker                                                                            | 66    |       |
| 29. Februar | Emil Knodt                           | deutscher evangelischer Theologe und Tierschützer                                                | 71    |       |
| 29. Februar | Paul Plinzner                        | Leibstallmeister von Kaiser Wilhelm II. und Major der der Landwehr-Kavallerie                    | 72    |       |
| 29. Februar | Otto Rosenthal                       | deutscher Chemiker und Unternehmer                                                               | 42    |       |
| 29. Februar | Emily Ruete                          | omanische Prinzessin, Schriftstellerin und Lehrerin                                              | 79    |       |

## März
| Tag      | Name                                          | Beruf, bekannt als                                                                              | Alter  | Beleg |
| -------- | --------------------------------------------- | ----------------------------------------------------------------------------------------------- | ------ | ----- |
| 1. März  | Bernhard Grau                                 | deutscher Hüttenmann und Manager der deutschen Stahlindustrie                                   | 68     |       |
| 1. März  | Louise von Belgien                            | Prinzessin von Belgien                                                                          | 66     |       |
| 1. März  | Gustav Helsted                                | dänischer Organist, Komponist und Musikpädagoge                                                 | 67     |       |
| 1. März  | Elizabeth Parsons                             | neuseeländische Sängerin                                                                        | 78     |       |
| 1. März  | Louis Perrée                                  | französischer Fechter                                                                           | 52     |       |
| 1. März  | Edward Sauerhering                            | US-amerikanischer Politiker                                                                     | 59     |       |
| 2. März  | Adolf von Hecker                              | preußischer Obergeneralarzt                                                                     | 71     |       |
| 2. März  | Friedrich Heinrich Rinne                      | deutscher Chirurg                                                                               |        |       |
| 3. März  | Hermann Bauch                                 | schlesischer Mundartdichter und Autor                                                           | 67     |       |
| 3. März  | Friedrich Julius Bieber                       | österreichischer Afrikaforscher                                                                 | 51     |       |
| 3. März  | Heinrich Lindenberg                           | deutscher evangelischer Geistlicher                                                             | 81     |       |
| 4. März  | Johann Friedrich Borcherding                  | deutscher Pädagoge und Naturkundler                                                             | 74     |       |
| 4. März  | Leif Erichsen                                 | norwegischer Segler                                                                             | 35     |       |
| 4. März  | Max von Gemmingen                             | württembergischer Offizier                                                                      | 61     |       |
| 5. März  | Karl Raue                                     | deutscher Pädagoge und Gewerkschafter                                                           | 60     |       |
| 5. März  | Victor von Tschusi zu Schmidhoffen            | österreichischer Ornithologe                                                                    | 76     |       |
| 6. März  | Grace Joel                                    | neuseeländische Malerin                                                                         | 58     |       |
| 6. März  | Wilhelmina Koch                               | deutsche Komponistin                                                                            | 79     |       |
| 6. März  | Jefferson Monroe Levy                         | US-amerikanischer Politiker                                                                     | 71     |       |
| 6. März  | Bernhard Mangold                              | deutscher Altphilologe                                                                          | 71     |       |
| 6. März  | Max von Schack                                | preußischer General der Infanterie                                                              | 70     |       |
| 6. März  | Heinrich Wohlert                              | deutscher Bibliothekar                                                                          | 62     |       |
| 7. März  | Andreas Rickmers                              | deutscher Werftbesitzer, Reeder und Reiskaufmann                                                | 88     |       |
| 7. März  | Wilhelm Seib                                  | österreichischer Bildhauer                                                                      | 69     |       |
| 8. März  | Otto Gampert                                  | Schweizer Arzt, Landschaftsmaler und Radierer                                                   | 81     |       |
| 8. März  | Eduard Mulder                                 | niederländischer Chemiker                                                                       | 91     |       |
| 8. März  | Mathilde von Rothschild                       | deutsche Mäzenin                                                                                | 92     |       |
| 9. März  | Henry Dixon Allen                             | US-amerikanischer Politiker                                                                     | 69     |       |
| 9. März  | Friedrich Bechtel                             | deutscher Sprachwissenschaftler                                                                 | 69     |       |
| 9. März  | Albert Gilka                                  | deutscher Spirituosenfabrikant                                                                  | 53     |       |
| 9. März  | Albert Klingender                             | evangelischer Geistlicher und Superintendent                                                    | 70     |       |
| 9. März  | Daniel Ridgway Knight                         | US-amerikanischer Maler                                                                         | 84     |       |
| 10. März | Chester Hardy Aldrich                         | US-amerikanischer Jurist und Politiker                                                          | 61     |       |
| 10. März | Alwin Körsten                                 | deutscher Gewerkschafter und Politiker (SPD), MdR                                               | 67     |       |
| 10. März | Rafael López Gutiérrez                        | honduranischer Präsident (1920–1924)                                                            | 69     |       |
| 10. März | Hermann Reckendorf                            | deutscher Orientalist, Arabist und Literaturwissenschaftler                                     | 61     |       |
| 10. März | Marie Schmalenbach                            | deutsche Pfarrersfrau und Autorin                                                               | 88     |       |
| 11. März | Nicola Averardi                               | italienischer Geistlicher und römisch-katholischer Erzbischof                                   | 80     |       |
| 11. März | Iwan Geschow                                  | bulgarischer Politiker und Ministerpräsident                                                    | 75     |       |
| 11. März | Ernst von Hoiningen                           | preußischer General der Infanterie sowie Militärattaché                                         | 74     |       |
| 11. März | Helge von Koch                                | schwedischer Mathematiker                                                                       | 54     |       |
| 11. März | Archibald Meston                              | Journalist, Autor, Protektor der Aborigines in Queensland, Australien                           | 72     |       |
| 11. März | Helene von Mülinen                            | Schweizer Frauenrechtlerin                                                                      | 73     |       |
| 11. März | Peter von Oldenburg                           | Schwager des russischen Zaren Nikolaus II.                                                      | 55     |       |
| 11. März | Helene Voigt                                  | deutsche Schriftstellerin                                                                       | 66     |       |
| 12. März | Georg von Buch                                | deutscher Verwaltungsbeamter, Rittergutsbesitzer und Parlamentarier                             | 67     |       |
| 12. März | Hilaire de Chardonnet                         | französischer Chemiker und Industrieller                                                        | 84     |       |
| 12. März | Henry Deane                                   | britisch-australischer Eisenbahningenieur und Botaniker                                         | 76     |       |
| 12. März | Hermann von Grauert                           | deutscher Historiker                                                                            | 73     |       |
| 12. März | Joachim von Pfeil                             | deutscher Afrikaforscher                                                                        | 66     |       |
| 12. März | Clara von Sivers                              | deutsche Blumenmalerin                                                                          | 69     |       |
| 13. März | Karl Klimm                                    | deutscher Architekt, kommunaler Baubeamter in Breslau                                           | ca. 68 |       |
| 13. März | Josef Lampel                                  | österreichischer Archivar und Historiker                                                        | 73     |       |
| 14. März | Adolf Theis                                   | deutscher Kaufmann und Mitglied des Provinziallandtages der Provinz Hessen-Nassau               | 81     |       |
| 15. März | Ludwig Durlacher                              | deutscher Kraftsportler und Begründer des Bodybuildings                                         | 79     |       |
| 15. März | Wollert Konow                                 | norwegischer Politiker, Mitglied des Storting und Ministerpräsident                             | 78     |       |
| 15. März | Justus von Olshausen                          | Oberreichsanwalt und Senatspräsident am Reichsgericht                                           | 79     |       |
| 15. März | Eugeniusz Ryb                                 | polnisch-ukrainischer Violinist, Komponist, Dirigent und Musikpädagoge                          | 64     |       |
| 15. März | Schahinde Marschania von Tzebelda             | Hofdame                                                                                         | 28     |       |
| 16. März | Jeranuhi Karakaschian                         | armenische Schauspielerin                                                                       |        |       |
| 16. März | Maurice Pellé                                 | französischer General                                                                           | 60     |       |
| 17. März | August Nebelthau                              | deutscher Politiker                                                                             | 53     |       |
| 17. März | Walter Russell Stiness                        | US-amerikanischer Jurist und Politiker                                                          | 70     |       |
| 18. März | Paul Otto Engelhard                           | deutscher Graphiker                                                                             | 51     |       |
| 18. März | Eduard von Frowein                            | deutscher Jurist und Politiker                                                                  | 83     |       |
| 18. März | Eberhard Hillebrand                           | deutscher Architekt und Bauunternehmer                                                          | 83     |       |
| 18. März | O. P. Hoff                                    | US-amerikanischer Politiker (Republikanische Partei)                                            | 70     |       |
| 18. März | Léon Resemann                                 | deutscher Theaterdirektor sowie Theater- und Filmschauspieler                                   | 79     |       |
| 19. März | James Perry Conner                            | US-amerikanischer Politiker                                                                     | 73     |       |
| 19. März | Robert Edmund Froude                          | britischer Schiffbauingenieur                                                                   | 77     |       |
| 19. März | Mathilde von Mevissen                         | deutsche Frauenrechtlerin                                                                       | 75     |       |
| 20. März | Fernand Cormon                                | französischer Maler                                                                             | 78     |       |
| 20. März | Sophia Goudstikker                            | Fotografin, Frauenrechtlerin                                                                    | 59     |       |
| 20. März | Ludwig Schmidl                                | österreichischer Architekt                                                                      | 60     |       |
| 20. März | Adolf von Scholz                              | deutscher Politiker                                                                             | 90     |       |
| 21. März | Frederick Heckwolf                            | US-amerikanischer Sprinter                                                                      | 45     |       |
| 21. März | Stepan Michailowitsch Lewitski                | russischer Schachspieler                                                                        | 47     |       |
| 21. März | Ronald Orr                                    | schottischer Fußballspieler                                                                     | 47     |       |
| 21. März | Samuel Ullman                                 | US-amerikanischer Unternehmer, Dichter und Wohltäter                                            | 83     |       |
| 22. März | Jean Cazelles                                 | französischer Politiker                                                                         | 63     |       |
| 22. März | Louis Delluc                                  | französischer Filmregisseur, Drehbuchautor, Schriftsteller, Filmkritiker und Filmtheoretiker    | 33     |       |
| 22. März | Siegmund Gabriel                              | deutscher Chemiker                                                                              | 72     |       |
| 22. März | Fritz Grebe                                   | deutscher Maler                                                                                 | 73     |       |
| 22. März | William Macewen                               | schottischer Chirurg                                                                            | 75     |       |
| 22. März | Josef Stern                                   | Pionier der Bahn-, Elektrizitäts- und Bergbautechnologie in Österreich                          | 75     |       |
| 22. März | Henry Stockbridge                             | US-amerikanischer Jurist und Politiker                                                          | 67     |       |
| 22. März | Vlastimil Tusar                               | tschechischer sozialdemokratischer Politiker und zweiter Ministerpräsident der Tschechoslowakei | 43     |       |
| 23. März | Francesca Arundale                            | englische Freimaurerin und Theosophin                                                           |        |       |
| 23. März | Constantin Bauer                              | deutscher Maler                                                                                 | 71     |       |
| 23. März | Thomas Corwin Mendenhall                      | US-amerikanischer Physiker, Meteorologe und Shakespeareforscher                                 | 82     |       |
| 23. März | Gustav Niederlein                             | deutsch-argentinischer Naturforscher und Botaniker                                              | 66     |       |
| 23. März | Robert Nivelle                                | französischer General                                                                           | 67     |       |
| 23. März | Richard Sachse                                | deutscher Philologe und Pädagoge                                                                | 77     |       |
| 25. März | Rudolf Schülke                                | deutscher Unternehmer, Gründer von Schülke & Mayr                                               |        |       |
| 26. März | Eduard Herzog                                 | erster christkatholischer Bischof der Schweiz                                                   | 82     |       |
| 26. März | Augusto Machado                               | portugiesischer Opern- und Operettenkomponist                                                   | 78     |       |
| 26. März | Daniel C. Oliver                              | US-amerikanischer Politiker                                                                     | 58     |       |
| 26. März | Paul Hermann Ritterstädt                      | deutscher Jurist                                                                                | 83     |       |
| 26. März | Louise Amour Marie de la Roche de Fontenilles | französisch-kreolische Malerin                                                                  | 80     |       |
| 26. März | Hermann Strahl                                | preußischer Landrat                                                                             | 57     |       |
| 27. März | Homer Eon Flint                               | amerikanischer Science-Fiction-Autor                                                            | 34     |       |
| 27. März | Walter Parratt                                | englischer Organist, Musikpädagoge, Kirchenmusiker und Komponist                                | 83     |       |
| 28. März | Adam Allendorf                                | deutscher Malermeister und Stuckateur                                                           | 78     |       |
| 28. März | Zoel García de Galdeano                       | spanischer Mathematiker                                                                         | 77     |       |
| 28. März | Henry Heyman                                  | US-amerikanischer Geiger und Musikpädagoge                                                      | 69     |       |
| 28. März | Józef Sebastian Pelczar                       | Bischof von Przemyśl                                                                            | 82     |       |
| 28. März | Josef Scheicher                               | österreichischer Geistlicher und Politiker (CS), Landtagsabgeordneter                           | 82     |       |
| 29. März | Arthur Aitken                                 | britischer Militärbefehlshaber                                                                  | 62     |       |
| 29. März | Charles Villiers Stanford                     | irischer Komponist                                                                              | 71     |       |
| 29. März | Max Volkhart                                  | deutscher Maler                                                                                 | 75     |       |
| 30. März | Glen MacDonough                               | US-amerikanischer Autor, Liedtexter und Librettist                                              | 53     |       |
| 30. März | Matthias von Oppen                            | preußischer Beamter, Regierungspräsident von Allenstein (1917–1924)                             | 50     |       |
| 31. März | Caspar Melliger                               | Schweizer Rechtsanwalt, Gründungspräsident der Katholischen Volkspartei der Stadt Zürich        | 55     |       |
| 31. März | Nilo Peçanha                                  | brasilianischer Politiker und Präsident                                                         | 56     |       |
| 31. März | Eduard von Pückler                            | deutscher Standesherr und Mitbegründer der „modernen Gemeinschaftsbewegung“                     | 70     |       |